# Nelson Luís Kerchner
Nelson Luís Kerchner, conegut com a Nelsinho, (São Paulo, Brasil, 31 de desembre de 1962) és un exfutbolista brasiler. Va disputar 17 partits amb la selecció del Brasil.